# Dürer-Haus

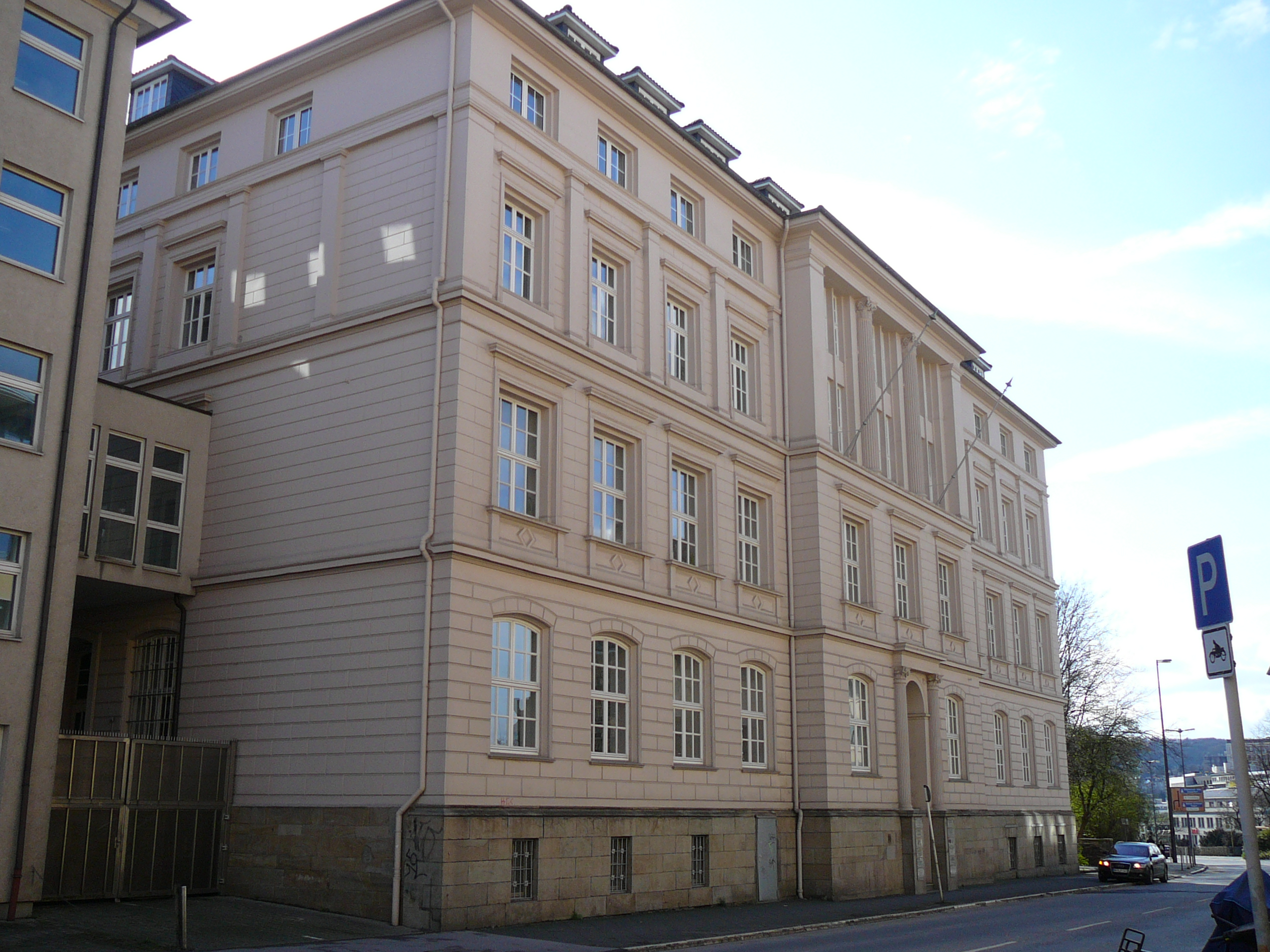
Dürer-Haus, Döppersberg 19

Das Dürer-Haus (Hausanschrift Döppersberg 19) ist ein unter Denkmalschutz stehendes ehemaliges Schulgebäude im Wuppertaler Stadtteil Elberfeld. Es liegt an der östlichen Seite des Wuppertaler Hauptbahnhofs an der Straße Döppersberg.

## Beschreibung
Das Gebäude wurde in den Jahren 1857 bis 1860 im Architekturstil des Klassizismus mit Elementen der Neorenaissance  errichtet. Die Front wird durch einen breiten Mittelrisalit akzentuiert. Rückwärtig schließen sich zwei Gebäudeflügel an und umfassen u-förmig einen Hof, in dessen Mitte der Risalit des Haupttreppenhauses hinein ragt.
Das Schulgebäude, das seit den Jahren um 1900 mit dem Namen "Dürerschule" als Oberschule für Mädchen diente, ist, bis auf das seitliche Treppenhaus, im Wesentlichen bis zum Zweiten Weltkrieg unverändert geblieben. Erst der Wiederaufbau nach starken Bombenschäden brachte die Aufstockung um ein Geschoss mit Walmdach, den Zubau des Haupttreppenhauses, die Einziehung einer Geschossdecke in der Aula sowie die Veränderung von Fensterformen im Mittelrisalit. Ob im Zuge dieser Arbeiten schon die Freitreppe des Haupteingangs entfiel, ist nicht bekannt. Im Übrigen ist aber die Fassadengestalt und die innere Struktur erhalten geblieben.

## Geschichte

Das Dürer-Haus im 19. Jahrhundert

Das Gebäude wurde ab 1857 als Gewerbeschule („Gewerbliche Lehr-Anstalten“) der Stadt Elberfeld errichtet. Am 28. September 1876 zog das Gymnasium von der Grünstraße aus hierhin in das dafür erweiterte und umgebaute Dürer-Haus und nutzte es bis zum 7. Januar 1893. Seit den Jahren um 1900 diente es dann mit dem Namen "Dürerschule" als Oberschule für Mädchen.
Am 6. November 1990 wurde es als "repräsentatives Schulgebäude der Neurenaissance" und "Zeugnis für die städtebauliche Entwicklung der Stadt" in die Liste der Baudenkmäler in Wuppertal aufgenommen.

## Heutige Nutzung
Neben Anwälten, Architekten und anderen Mietern hat das Forschungsinstitut „Wuppertal Institut für Klima, Umwelt, Energie“ seit 1991 hier seine Geschäftsräume. Das Gebäude wurde Ende 2015 von der „Immobilienentwicklungsgesellschaft Nachhaltiges Wuppertal mbH & Co. KG“ erworben.